# Police Chasing Scorching Auto
Pour plus de détails, voir Fiche technique et Distribution.
Police Chasing Scorching Auto est un film muet américain réalisé par Wallace McCutcheon et Edwin S. Porter, sorti en 1906.

## Synopsis
Un policier à cheval ramasse un petit enfant qui se tient debout au milieu de la route, juste avant le passage d'une automobile. Avec deux autres policiers (à moto), ils pourchassent l'automobile. Après une longue poursuite, ils la dépassent finalement et procèdent à l'arraisonnement du conducteur et des occupants du véhicule.

## Fiche technique
- Titre original : Police Chasing Scorching Auto
- Réalisation : Wallace McCutcheon et Edwin S. Porter
- Production Edison Manufacturing Company
- Pays de production : États-Unis
- Format : Noir et blanc
- Genre : Film policier
- Durée : 2 minutes 40 secondes
- Date de sortie :
  - États-Unis : janvier 1906
- Licence : domaine public